# Welcome to: Our House
Albums de Slaughterhouse
On the House
(2012) House Rules
(2014)
Singles
1. Hammer Dance
Sortie : 13 mars 2012
2. My Life
Sortie : 15 mai 2012
3. Throw It Away
Sortie : 2 juillet 2012
4. Goodbye
Sortie : 9 août 2012
5. Throw That
Sortie : 21 août 2012

Welcome to: Our House est le deuxième album studio de Slaughterhouse, sorti le 28 août 2012.
L'album s'est classé 1er au Top R&B/Hip-Hop Albums et au Top Rap Albums et 2e au Billboard 200 et au Top Digital Albums.

## Liste des titres
| No  | Titre                                                                                           | Contient un (des) sample(s) de | Durée |
| --- | ----------------------------------------------------------------------------------------------- | --- | ----- |
| 1.  | The Slaughter (Produit par Eminem)                                                              | | 1:16  |
| 2.  | Our House (featuring Eminem et Skylar Grey – Produit par Alex da Kid)                           | | 5:58  |
| 3.  | Coffin (featuring Busta Rhymes – Produit par Hit-Boy et Eminem)                                 | Woo-Hah!! Got You All in Check de Busta Rhymes | 3:41  |
| 4.  | Throw That (featuring Eminem – Produit par T-Minus et Eminem)                                   | | 3:57  |
| 5.  | Hammer Dance (Produit par AraabMuzik et Eminem)                                                 | Falling Away From Me de Korn | 3:43  |
| 6.  | Get Up (Produit par No I.D. et Eminem)                                                          | The Fantastic Four: The Way It Began (Beginning) de Power Records The Fantastic Four: The Way It Began (Conclusion) de Power Records Ali in the Jungle des Hours | 5:01  |
| 7.  | My Life (featuring Cee Lo Green – Produit par StreetRunner, Raymond « Sarom » Diaz et Eminem)   | The Rhythm of the Night de Corona | 4:21  |
| 8.  | We Did It (Produit par Eminem)                                                                  | The Fantastic Four: The Way It Began (Beginning) de Power Records                                                                                                | 0:41  |
| 9.  | Flip a Bird (Produit par Black Key Beats, Zukhan et Eminem)                                     | Little Bird d'Imogen Heap | 4:20  |
| 10. | Throw It Away (featuring Swizz Beatz – Produit par Mr. Porter et Eminem)                        | | 4:15  |
| 11. | Rescue Me (featuring Skylar Grey – Produit par Alex da Kid)                                     | | 3:39  |
| 12. | Frat House (Produit par T-Minus et Eminem)                                                      | Give It Away des Red Hot Chili Peppers | 3:48  |
| 13. | Goodbye (Produit par Boi-1da, Eminem et Matthew Burnett)                                        | Hard Times de Bizzy Bone | 5:02  |
| 14. | Park It Sideways (Produit par Kane Beatz, JMIKE, Ashanti « The Mad Violinist » Floyd et Eminem) | | 3:56  |
| 15. | Die (Produit par Mr. Porter)                                                                    | | 5:04  |
| 16. | Our Way (Produit par Boi-1da, The Maven Boys et Eminem)                                         | | 5:39  |

| 17. | Asylum (featuring Eminem – Produit par Eminem, Luis Resto)                        | Cyco-Lic-No (Bitch Azz Niggaz) de Tha Dogg Pound featuring Mr. Malik et Snoop Dogg | 4:02 |
| 18. | Walk of Shame (Produit par StreetRunner, Raymond « Sarom » Diaz, I.L.O et Eminem) | Light of the Morning de Band of Skulls                                             | 4:06 |
| 19. | The Other Side (Produit par J.U.S.T.I.C.E. League)                                |                                                                                    | 4:09 |
| 20. | Place to Be (featuring B.o.B – Produit par Kane Beatz, JMIKE et Eminem)           |                                                                                    | 3:54 |